# Simon Marmion

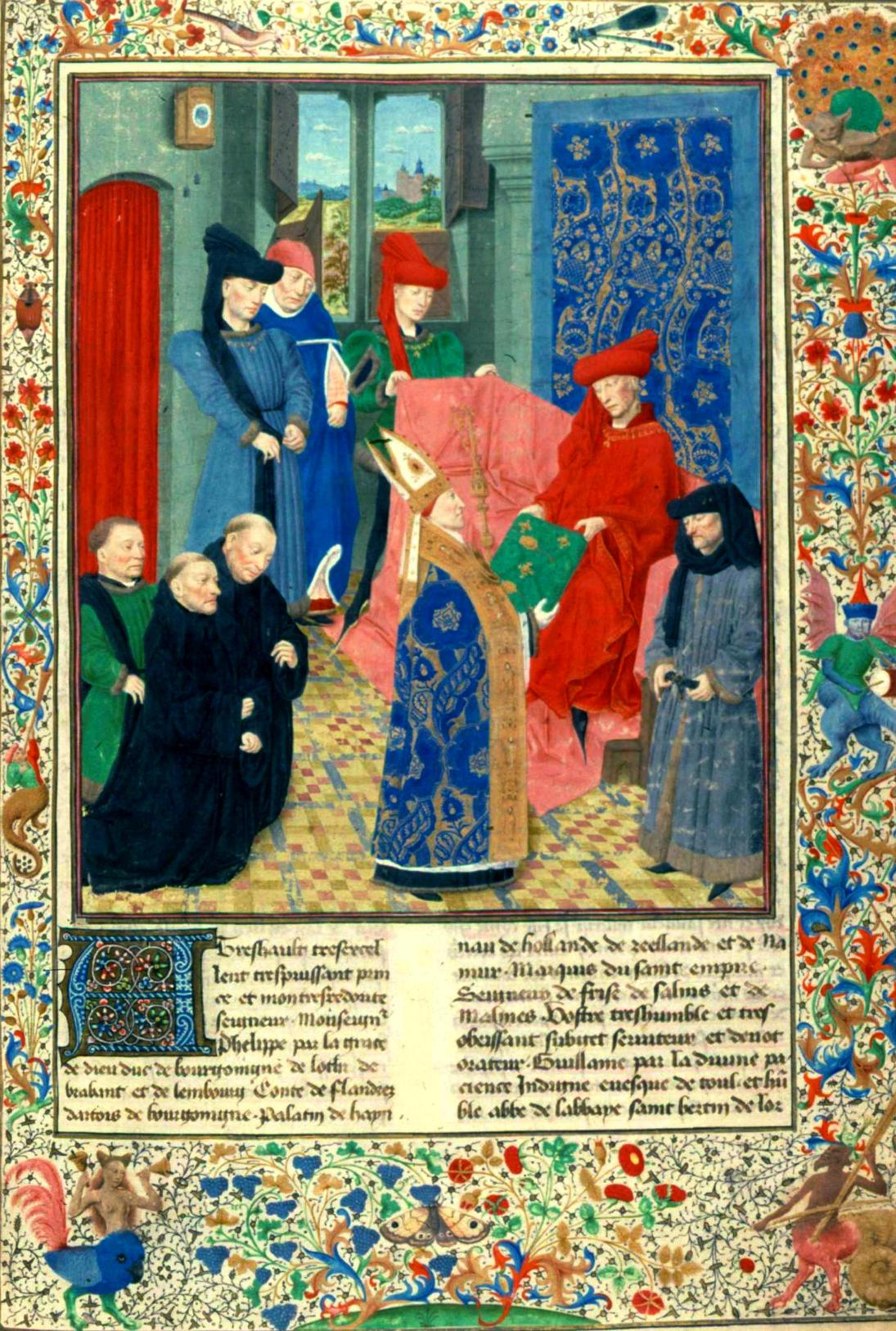
L'abate Guillaume de Filastre presenta le Grandes Chroniques de France a Filippo III di Borgogna. La figura inginocchiata in verde potrebbe essere un autoritratto di Marmion (anni 1450)

Simon Marmion (Amiens, 1425 – Valenciennes, 25 dicembre 1489) è stato un pittore e miniatore francese. Nacque nel Ducato di Borgogna (nell'odierna Francia), dove passò gran parte della sua vita. Faceva parte della scuola dei primitivi fiamminghi e le sue opere comprendono sia dipinti su tavola che manoscritti miniati.

## Biografia
Come molti pittori della sua epoca, Marmion veniva da una famiglia di artisti: sia suo padre Jean che suo fratello Mille erano pittori. Alcuni documenti rivelano che lavorò ad Amiens tra il 1449 e il 1454, e poi a Valenciennes dal 1458 alla sua morte. Fu uno degli artisti chiamati da Filippo III di Borgogna per realizzare le decorazioni per il banchetto del fagiano a Lilla nel 1454, e lavorò per di vari membri della famiglia ducale, tra cui Carlo I e Margherita di York.

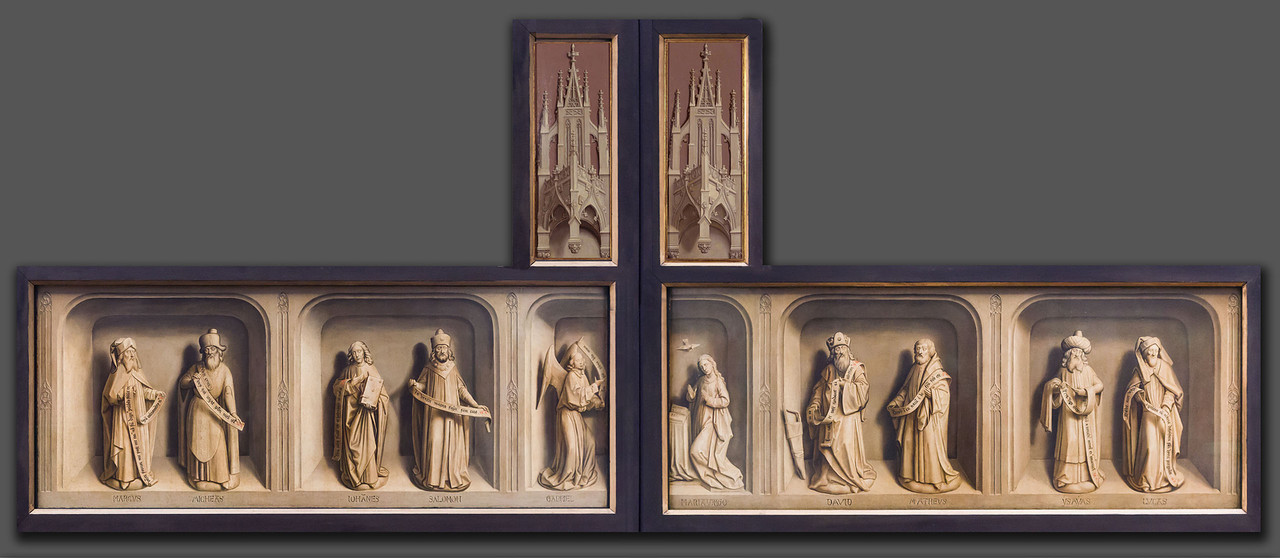
Ricostruzione dell'esterno della pala di Saint-Bertin.

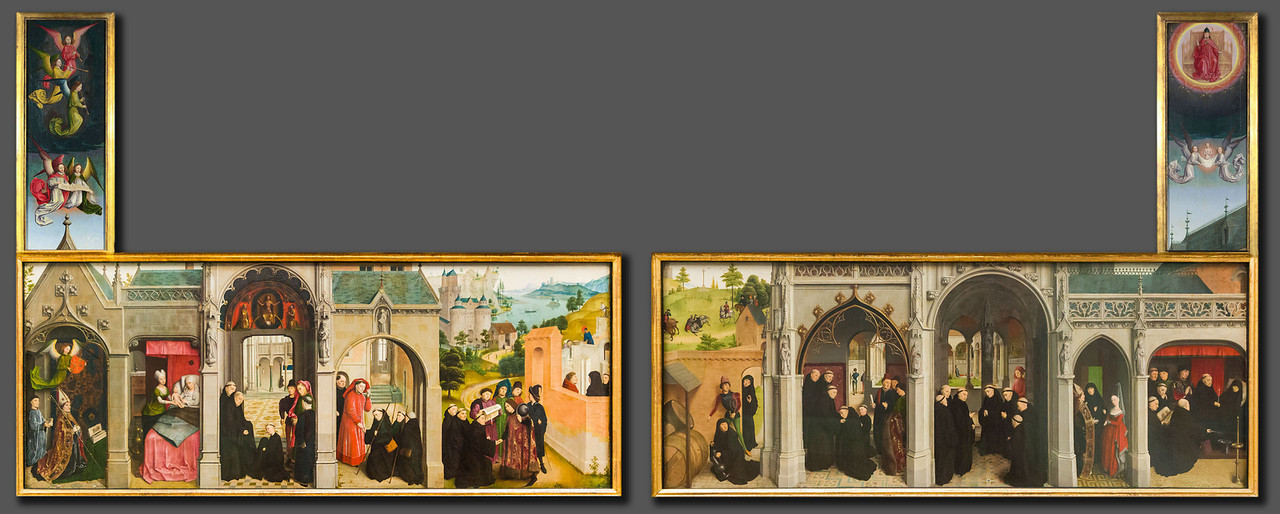
Ricostruzione dell'interno della pala di Saint-Bertin.

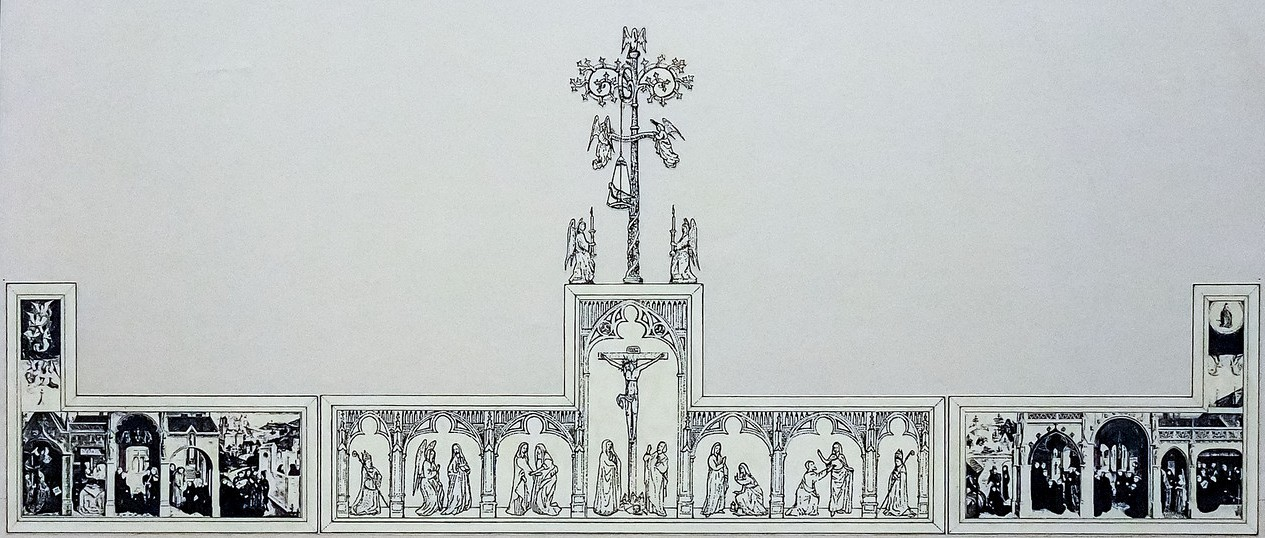
Ricostruzione della pala di Saint-Bertin.

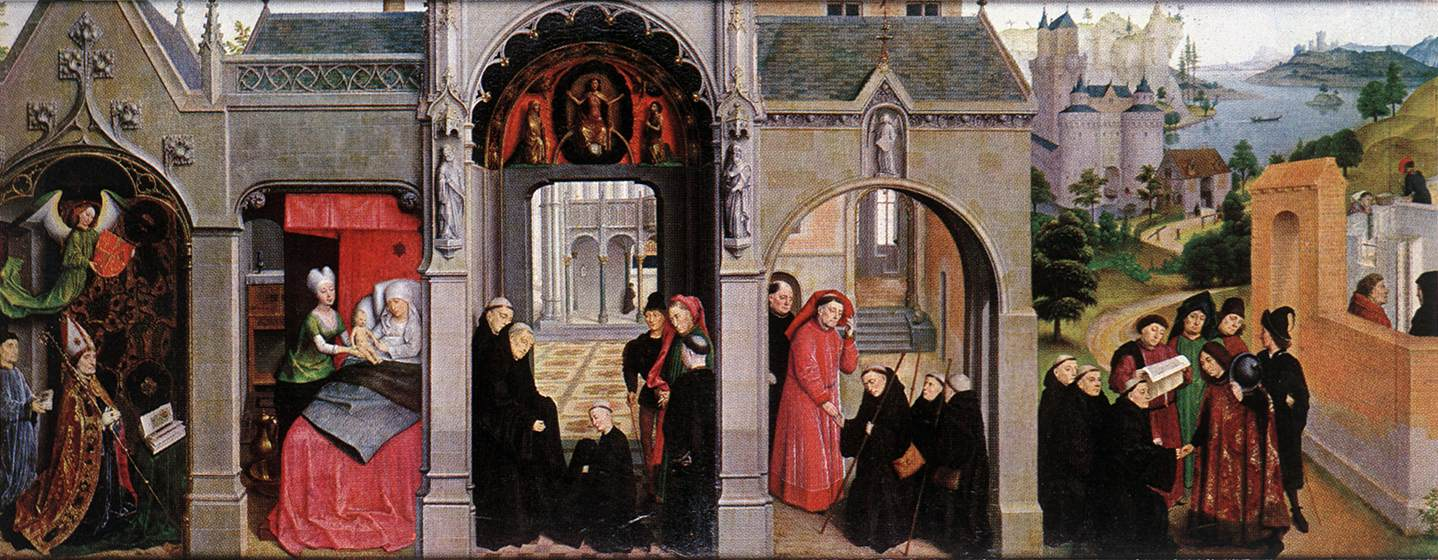
Simon Marmion, Scene della vita di San Bertijin, ala sinistra della pala d'altare.

Dopo la sua morte, il 24 o 25 dicembre 1489, la vedova, Jeanne de Quaroube, sposò il suo allievo, il pittore Jan Provoost, che alla morte di lei entrerà in possesso della considerevole eredità di Marmion.

## Opere

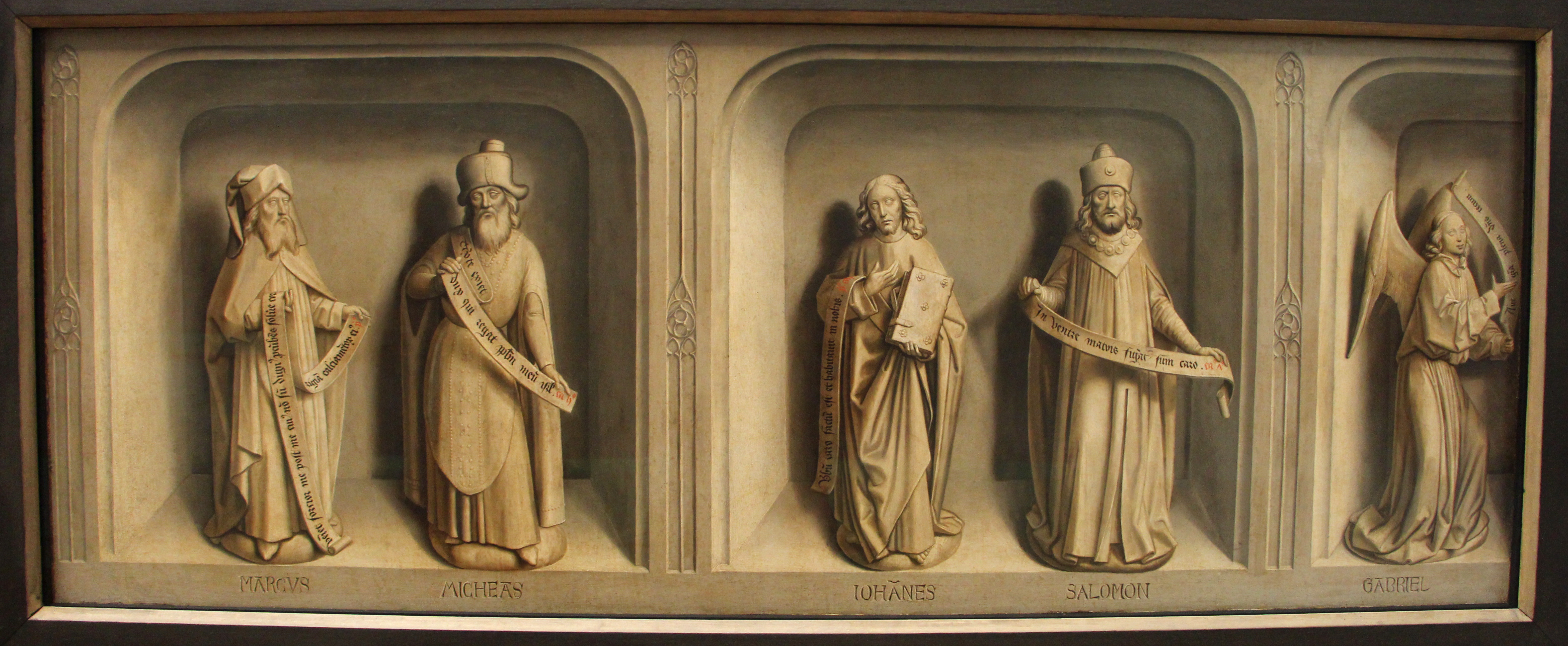
Un dettaglio del grisaille delle Scene dalla vita di San Bertino (1475-80), Gemäldegalerie, Berlino

Marmion è conosciuto principalmente per i suoi manoscritti miniati, ma realizzò anche dipinti su tavola, pale d'altare e opere decorative. Una sua famosa pala d'altare, che rappresenta varie Scene dalla vita di San Bertino, differente dalle altre dato che la parte interna, invece che essere intagliata come spesso accadeva, era dipinta in grisaille, è conservata per la maggior parte alla Gemäldegalerie di Berlino (due pannelli si trovano alla National Gallery di Londra).
Una Messa di San Gregorio è conservata a Toronto, un Compianto sul Cristo morto al Metropolitan Museum of Art, tre opere a Filadelfia ed altre opere ancora sono sparse in altri musei.
Stilisticamente Marmion si trova a metà strada tra i suoi contemporanei francesi e fiamminghi. Sicuramente influenzato dalle innovazioni di questi ultimi per quanto riguarda composizione e paesaggio, la sua prospettiva di solito è tecnicamente corretta, sebbene le proporzioni delle figure siano spesso sgraziate, e le loro pose abbastanza rigide.

### Manoscritti
Il suo capolavoro, uno dei Grandes Chroniques de France, si trova oggi alla Biblioteca nazionale russa di San Pietroburgo. Il manoscritto contiene 25 grandi miniature da 215 × 258 mm e sessantacinque miniature piccole, con uno stile che varia dalle scene di battaglia colorate in maniera sgargiante ad un innovativo stile quasi grisaille, con solamente qualche tocco di colore molto leggero. Le illustrazioni riflettono il significato del testo, una versione inusuale che si concentra soprattutto sui Paesi Bassi, forse intesa a giustificare la pretesa di Filippo III al trono di Francia. La stessa biblioteca contiene un testo di medicina con una miniatura dedicatoria che ritrae ancora Filippo III e dei bordi con dei simboli araldici.
Un'altra opera importante a cui ha contribuito è Les Visions du chevalier Tondal (1475), una versione francese del Visio Tnugdali conservata al Getty Museum. Tra le opere meno importanti troviamo vari libri delle ore (il più significativo si intitola Huth Hours, ora alla British Library, con ventiquattro miniature a tutta pagina e settantaquattro più piccole). In un libro delle ore conservato a Napoli, conosciuto come La flora, dipinse ventidue miniature a tutta pagina in cui figurano dei gruppi di persone in primo piano visti a mezza altezza, un'anticipazione sui tempi che rappresenta «la sua più importante illuminazione e forse il suo risultato più grande». Altri libri delle ore di Marmion sono conservati al Morgan Library & Museum e alla Huntington Library.

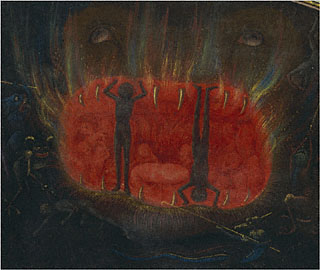
La bocca dell'inferno (dettaglio), di Simon Marmion, da Les Visions du chevalier Tondal conservato al Getty Museum.

Le Ore di Simon Marmion (1475-1481) conservate al Victoria and Albert Museum di Londra è, con le sue pagine da 11 × 7 cm, un esempio della moda del tempo di possedere dei piccoli ma sfarzosi libri delle ore. Qui i bordi sono particolarmente curati, in alcuni casi andando oltre i soliti morivi floreali e fogliame per includere collezioni di placche smaltate e in avorio, ed altri souvenir dei pellegrini raccolti in degli scaffali. Il libro non sembra creato per uno specifico committente, dato che non ha stemmi araldici sui bordi e la scelta dei giorni dei santi inclusi nel calendario è pensata per soddisfare il mercato di Bruges e della Francia settentrionale in generale. Il libro in effetti risale ad un periodo in cui la commercializzazione di libri già pronti non era così strana, anche se è difficile trovarli di questa qualità. L'unica miniatura a tutta pagina e senza bordi nel libro è una normale scena di Paradiso e inferno, in opposizione al Giudizio finale della pagina opposta. I due terzi inferiori mostrano un paesaggio infernale, mentre nella parte superiore alcune figure nude attraversano uno stretto ponte sopra un lago dirigendosi verso un prato, cercando di sfuggire diavoli che, immersi nell'acqua, cercano di prenderli con dei pali uncinati. Molte scene in Les Visions du chevalier Tondal del Getty, e un grande Sogno di Carlo il Calvo nelle Chroniques, contengono questo tipo di immagini, in anticipo su quelle di Hieronymus Bosch.

## Dubbi sull'identità
Tra la fine del XIX secolo e la metà del XX vennero attribuite varie opere a Marmion, ma dal 1969 un movimento di storici dell'arte guidato da Antoine de Schruyver sostiene che molte di quelle attribuzioni siano sbagliate. Se prendiamo le stime più alte, le opere di Marmion ammontano ad una quarantina di manoscritti e altrettanti dipinti su tavola. Non esiste però una documentazione contemporanea che permetta di tracciare un legame sicuro tra tali opere e Marmion in quanto la maggioranza della documentazione biografica riguarda le proprietà immobiliari del pittore.
Le prove indiziarie però sono forti: Guillaume Filastre l'abate dell'abbazia di San Bertino che ha commissionato la pala d'altare dedicata allo stesso santo, ha anche commissionato le Grandes Chroniques de France e un altro manoscritto dallo stesso artista. I documenti provano che Marmion produsse breviarii per Filippo III tra il 1467 e il 1470, e una miniatura appartenente alla Collezione Lehman del Metropolitan Museum potrebbe venire da uno di questi.